# Arthroleptis bioko
Arthroleptis bioko es una especie  de anfibio anuro de la familia Arthroleptidae. Es endémica de la isla de Bioko (Guinea Ecuatorial).